# جان فرانسوا ديلماس
جان فرانسوا ديلماس (بالفرنسية: Jean-François Delmas)‏ هو أمين الأرشيف ومؤرخ وأمين مكتبة فرنسي، ولد في 21 يوليو 1964 في نيم في فرنسا.